# Maria Boschetti-Alberti
Pour les articles homonymes, voir Boschetti et Alberti.
Maria Boschetti-Alberti (née 23 décembre 1879 à Montevideo et morte le 20 janvier 1951 à Agno) est une enseignante et pédagogue suisse. Fille de Giuliano et Teofila Ferretti de Bedigliora, émigrés en Uruguay, elle est la quatrième de huit enfants et la sœur de Francesco Alberti.

## Biographie
En 1883, la famille s'installe dans le Canton du Tessin. Maria suit des cours à l'Institut Sainte-Catherine de Locarno et obtient en 1894 son diplôme d'institutrice. En 1895, à seulement 16 ans, elle commence à enseigner dans différentes localités : Monteggio, Neggio et Bioggio. En 1916, elle part en Italie pour approfondir ses connaissances pédagogiques puis elle enseigne jusqu'en 1924 dans l'école à classe unique de Muzzano (Tessin).
En 1920, elle épouse Pierino Boschetti de Vezio, résident à Agno. Personnalité renommée, exerçant la fonction de maire, il est également administrateur et dirigeant du Chemin de fer Lugano–Ponte Tresa. De leur union naîtront deux enfants : Franco et Giuliana.
En sa qualité de pédagogue, Maria Boschetti-Alberti adapte au Tessin les méthodes éducatives innovantes de Maria Montessori, rencontrant de nombreuses difficultés liées à la défiance des autorités scolaires locales et cantonales.
Finalement, son École de Muzzano va susciter l'admiration du grand pédagogue Giuseppe Lombardo Radice qui lui rend visite, suivi le 14 juin 1923 par le Conseiller d'État Giuseppe Cattori ainsi que le proviseur du lycée cantonal et écrivain Francesco Chiesa. En 1924, après une brève période à Gravesano, elle enseigne à la scuola maggiore (école primaire supérieure) de Agno où le pédagogue Adolphe Ferrière, président de la Ligue internationale pour l'éducation nouvelle, la rencontre à plusieurs reprises et revient enthousiasmé par la méthode de l'"école sereine". Les témoignages de reconnaissance arrivent alors de divers pays : France, Italie, Portugal, Roumanie, Chine et États-Unis.
En 1934, elle devient présidente de la section tessinoise de la société des institutrices suisses. En 1946, le gouvernement cantonal tessinois lui confère une attestation de mérite pour ses 51 années d'enseignement durant lesquelles elle a formé des hommes libres et des citoyens francs et responsables. En 1948, elle est frappée de paralysie. Elle meurt à Agno au début de 1951.
Elle a laissé d'innombrables écrits et livres parmi lesquels : Il diario di Muzzano (le journal de Muzzano), La scuola serena di Agno (l'école sereine de Agno) et Il dono di sé nell'educazione (le don de soi dans l'éducation). La RSI (radio et télévision suisse de langue italienne) a réalisé en 1998 un documentaire sur sa vie et surtout sur son engagement éducatif. Beaucoup de documents sont conservés au "Fonds Alberti-Boschetti" au sein de la Bibliothèque cantonale de Lugano.

## Note
1. ↑  « présentation du concept d'"école sereine"(en italien) sur le portail étudiant Studenti.it »
2. ↑  « documentaire de la RSI sur Maria Boschetti-Alberti (en italien) »

## Référence de traduction
- (it) Cet article est partiellement ou en totalité issu de l’article de Wikipédia en italien intitulé « Maria Boschetti Alberti » (voir la liste des auteurs).